# 쿠르드족
쿠르드족(쿠르드어: Kurd, 페르시아어: کورد)은 서아시아의 이란계 민족이다. 튀르키예 동남부, 이란 북서부, 이라크 북부, 시리아 북동부에 걸친 역사적인 쿠르디스탄 영토에 거주하며, 약 3,000~4,500만 명의 인구가 있다. 중동 지역에서는 아랍인, 페르시아인, 튀르키예인 다음으로 인구가 많다. 고유의 민족국가가 없으며 다만 현재는 이라크 북부와 시리아에 자치지역을 이루고 있다. 서아시아의 넓은 지역, 최근에는 이민에 의해 서양의 여러 지역에도 쿠르드족의 디아스포라가 퍼져 있다. 종교는 대부분 이슬람교 수니파이며, 언어는 인도유럽어족 이란어파에 속하는 쿠르드어를 고유 언어로 사용한다.
고대와 중세에 동과 서로 넓은 지역에서 유목을 하며 부족 공동체를 이루고 살아왔고 생업은 목축을 주로 하였으며 기타 중동의 민족들처럼 유목민으로서 생활해 왔다. 이들은 약 4천년전부터 문헌에서 쿠티라는 이름으로도 나타나며 고대부터 독립적으로 아리안계 언어와 자주적인 문화를 지키며 살아왔다. 쿠르드 부족들은 노예를 소지하지 않으며 부족끼리 모두 평등하였고 함께 거대한 공동체를 이루고 있었기 때문에 수천년의 아주 긴 시간 동안 독자적인 문화와 언어를 지켜올 수 있었다. 예언자 무함마드 이후 이슬람 왕조가 흥성하였고 당시 강력한 세력으로 존재하던 쿠르드족은 이른 시기 평화롭게 이슬람으로 개종하면서 모든 쿠르드족 공동체는 우마이야 왕조의 군인 계급 귀족으로 편입되었다. 압바스 왕조의 칼리프 밑에 술탄들도 세력을 키우기 위해 날쌔고 용감한 쿠르드인들을 군인으로 적극 등용하였다. 아이유브 왕조의 시조인 살라흐 앗 딘(살라딘)이 쿠르드족이다.
쿠르드족의 거주 지역인 쿠르디스탄은 중세부터 근대에 걸쳐 광대한 영토를 유지한 오스만 제국의 지배를 받았다. 쿠르드인들은 쿠르드 토후국들을 구성하며 매우 독립적인 자치를 누려오며 정체성을 지켜왔다. 또한 오스만 제국은 이슬람 다민족 국가로서 쿠르드족은 튀르크인과 동급의 중요 지위에 있었다. 이렇듯 우마이야조부터 오스만 제국까지 쿠르드 부족 공동체는 군인과 귀족 계급으로서 또한 쿠르드 토후국으로서 이슬람 왕조에서 매우 번성하였다. 제1차 세계 대전에서 오스만 제국이 패전한 후 영국과 프랑스 연합국은 1920년 세브르 조약에서 쿠르드족에게 쿠르디스탄의 독립을 약속하였다. 하지만 튀르키예 정부가 그리스 군을 격퇴하고 영국 프랑스 연합국에 세르브 조약의 개정을 요구하면서 1923년 로잔 조약에서 쿠르디스탄의 독립 약속은 지켜지지 않았다. 쿠르드족은 오스만 술탄제의 부활을 요구하였으나 튀르키예 공화국의 독립으로 인해 저지되었다. 쿠르드족 전체 인구의 45%는 튀르키예, 24%는 이란, 19%는 이라크, 6%는 시리아에 거주하고 있다. 제2차세계대전 이후 민족주의적 정치 세력이 쿠르디스탄의 독립 운동을 하고 있지만, 쿠르드족이 거주하고 있는 튀르키예, 이라크, 이란, 시리아 등 4개국 모두 이러한 독립 운동을 탄압하고 있다.

## 기원
쿠르드족은 이란 고원 북서부에서 활동하며 BC 1000 전반 메디아 왕국을 건국하였다. 쿠르디스탄의 국가에 "우리들은 메디아 왕국과 키악사레스 (Cyaxares)의 자손이다"라고 쓰여 있듯이 유구한 역사를 가지고 있다. 쿠르드족은 파르니(Parni)족과 스키타이족으로 구성된 메디아 부족 연방을 이끌었다. 파르티안 샷으로 유명한 파르티아 왕국 또한 쿠르드족이 건국한 국가이다. 이슬람 시대에선 쿠르드족이 아이유브 왕조를 건국하였으며 영국 사자심왕 리처드 1세와 대결한 전설적 영웅 살라딘은 쿠르드족이다. 

## 쿠르드 공동체

### 튀르키예 거주 쿠르드인
쿠르드인의 인구가 가장 많은 곳은 튀르키예로, 튀르키예 전체 인구(8,600만 명)의 약 20%인 1,700만 명의 쿠르드인이 튀르키예 동부를 중심으로 거주한다. 
동부에 위치한 쿠르디스탄의 쿠르드인은 오스만 제국의 후신인 튀르키예 공화국에 편입되었고, 이후 튀르키예 정부에 의해 오랫동안 쿠르드어 방송과 교육이 법적으로 금지되는 등 정책적인 탄압을 받아왔다. 이것은 쿠르드인의 반발을 야기해 쿠르드인 독립 국가 건설을 기치로 내건 쿠르디스탄 노동자당이 시리아 북부로 이동하여 튀르키예 정부를 상대로 독립을 요구하게 되었다.
그러나 유럽 연합 가맹을 염원하는 튀르키예에게 유럽 연합 측이 쿠르드인의 인권 문제를 제기한데다 집권당인 정의개발당이 쿠르드인에 대해 융화 정책을 쓰고 있어 쿠르드어 서적 출판이 허용되는 등 쿠르드인에 대한 대우는 점점 나아지고 있긴 하나, 독립 요구로 인해 긴장과 갈등은 계속되고 있다. 쿠르드인들은 미국, 프랑스, 영국 등 유럽 연합군들과 함께 이슬람 극단주의의 IS를 적극적으로 퇴치하였으며 미국군은 IS와 용감하게 싸우는 쿠르드인들에게 무기를 주어 자체적인 방어를 가능하게 하였으며 이라크와 시리아 지역의 유전 지역에 정착할 수 있게 도와주었다. 이후 쿠르드인들은 유전 지대를 기반으로 독립을 시도하였지만 IS 퇴치 이후 미국군은 시리아와 이라크 지역에서 철수하였고 현재는 이라크의 주에서 자치를 누리고 있다.

### 이란 거주 쿠르드인
이란에 거주하는 쿠르드인은 이란 전체 인구(8,600만 명)의 10%인 900만 명 정도로 추산되고 있다.
이란의 쿠르드인들은 제2차 세계 대전 직후 소련의 지원을 받고 쿠르드 독립국을 세웠으나, 소련군이 철수하자 독립국은 인정받지 못하였다. 이란은 자국 내 쿠르드족들의 독립을 탄압하면서 정작 이란-이라크 전쟁 당시 이란의 편에 서서 전쟁에서 활약하던 이라크의 쿠르드인들을 지지하기도 했다.

### 이라크 거주 쿠르드인
이라크에 거주하는 쿠르드인은 이라크 전체 인구(4,000만 명)의 17%인 약 700만 명으로, 이라크 영토 북부에는 쿠르드인 자치구가 있다. 독재자 사담 후세인은 소수 민족인 쿠르드인의 독립 시도를 박해하였는데, 특히 걸프 전쟁에서 적국인 이란에게 협력했다는 이유로 쿠르드인에 대해 화학 무기(독가스) 공격하여 국제적으로 많은 비난을 받았다.
2003년부터 이라크 전쟁에 따라 후세인 정권이 무너지면서 쿠르드인은 미군 주둔을 환영했다. 이후 쿠르드족은 적극적으로 IS를 퇴치하였고 더욱더 독립적인 자치 정부 수립을 미군 당국에 호소하고 있으나 미군 당국이 IS를 퇴치하는 쿠르드족 군대를 필요로 하면서도 많은 쿠르드족 인구가 존재하는 UN 동맹국 튀르키예의 심한 반대를 감안하여 이에 적극적이지 못하다. 2005년, 이라크 잠정 정부에서 쿠르디스탄 애국 동맹을 이끌어온 잘랄 탈라바니를 대통령으로 뽑았고 부통령은 시아파에서 선출하여 국내 민족 사이의 균형을 도모할 수 있었다. 그러나 쿠르드족은 정권 내에서 여전히 소수파이며, 잘랄 탈라바니가 이라크의 첫 쿠르드족 대통령으로서 쿠르드족의 운명을 어떻게 이끌어갈지는 아직 알 수 없다.

### 시리아 거주 쿠르드인
시리아에 거주하는 쿠르드인은 시리아 전체 인구(1,800만 명)의 약 12%인 220만 명으로 추정되고 있다.
시리아 내전에서 시리아의 쿠르드 족 민병대인 인민수호부대(YPG)는 IS를 상대로 싸웠고, 2017년 10월에 시리아 민주군(SDF)의 주도 세력으로 미국의 지원을 받아 IS로부터 락까를 해방시켰다. 이 과정에서 YPG의 세력이 커지자, 쿠르드 족의 독립에 반대하는 튀르키예가 러시아의 묵인 아래 무력 공격을 전개하여 시리아에 있는 쿠르드의 인민수호부대는 튀르키예군 및 튀르키예 지원 자유 시리아군을 상대로 싸우고 있다.

### 러시아 거주 쿠르드인
러시아의 쿠르드인은 주로 북캅카스 연방관구에 거주한다.

## 기타
위의 국가 외에도 약 250만 명의 쿠르드인이 해외 곳곳에 거주하고 있는데, 약 200만 명이 서유럽에 거주하고 그 중 절반인 100만 명이 독일에 거주하고 있다. 야지디는 쿠르드어를 사용하나 독자적인 종교인 야지디교를 믿는 민족종교집단이다. 다소 다른 언어를 사용하는 고라니족이나 Kirmanc족은 쿠르드족으로 분류되기도 하고 그렇지 않기도 한다.

## 같이 보기
- 쿠르드 자치구
- 쿠르디스탄
- 쿠르디스탄 노동자당 (PKK)
- 야지디